# اسپرینگ هیل (تنسی)
اسپرینگ هیل (به انگلیسی: Spring Hill) شهری در ایالت تنسی کشور ایالات متحده آمریکا است که جمعیت آن در سرشماری سال ۲۰۱۰ میلادی، ۲۹٬۰۳۶ نفر بوده‌است.